# 오키타 아야카
오키타 아야카(沖田 彩華,おきた あやか, 1995년 10월 11일 - )는 일본 여성 아이돌 그룹 전 NMB48 팀BII의 부캡틴이다.

## 개요
- NMB48 팀BII 멤버 Showtitle 소속.
- 2012년 1월 26일부터 팀M이 결성되어, 정식 멤버로 승격.
- 2018년 9월 6일, NMB48 졸업.